# Alberto Baillères González
Artikeln följer den spanska namnseden; faderns efternamn är Baillères och moderns efternamn González.
Alberto Baillères González, född 22 augusti 1931, död 2 februari 2022, var en mexikansk affärsman, företagsledare, investerare och entreprenör.
Han började studera på Culver Military Academy i Culver, Indiana i USA. Han avlade senare en kandidatexamen i nationalekonomi vid Instituto Tecnológico Autónomo de México. Efter examen ville han studera på London Business School i London i England i Storbritannien men hans far Raúl Baillères Chávez, som hade grundat ett framtida företagsimperium, avled 1967. Baillères González tvingades då ta över företaget och senare fick företagsimperiet det nuvarande namnet Grupo Bal, och har intressen i branscherna för främst gruvdrift och metaller men även bland annat i elproduktion, finans, försäkringar, hälso- och sjukvård, jordbruk, pensionsfonder, petroleumindustri, varuhus och ädelstenar. Det företag som utmärker främst är Peñoles, världens största producent av silver via dotterbolaget Fresnillo plc.
Den amerikanska ekonomitidskriften Forbes rankade Baillères González till att vara världens 274:e rikaste med en förmögenhet på 9,2 miljarder amerikanska dollar för den 24 september 2021.
González ägde superyachten Mayan Queen IV och från juni 2021 även megayachten Lady Moura, som kostade 125 miljoner euro att köpa.